# La playa del amor
La playa del amor es una película argentina filmada en Eastmancolor dirigida por Adolfo Aristarain sobre su propio guion escrito en colaboración con Gius que se estrenó el 21 de febrero de 1980 y que tuvo como actores principales a Cacho Castaña, Mónica Gonzaga, Ricardo Darín, Stella Maris Lanzani y Carlos del Burgo. Algunas escenas de exteriores fueron filmadas en Miramar.

## Sinopsis
Un joven es llevado a una playa por su hermano y un amigo para que olvide a su novia.

## Reparto
Intervinieron en el filme los siguientes intérpretes:
- Cacho Castaña … Cacho
- Mónica Gonzaga … Andrea
- Ricardo Darín … Ricardo
- Stella Maris Lanzani … Rosita
- Carlos del Burgo … Antonio
- Carlos Torres Vila … Suárez O'Connor
- Katunga
- Daniel Altamirano
- Camilo Sesto
- Manolo Galván
- Mario Milito
- Jorgelina Aranda … Beba
- Arturo Maly … Director alemán
- Graciela Gramajo … Dolores
- Mariano Moreno … Asistente del director
- Carlos Beillard … Animador
- Marcos Woinski
- Isidoro Chiodi
- Doris Petroni
- Adolfo Aristarain

## Comentarios
Esquiú Color escribió:

«El filme es entretenido y la historia es narrada con fluidez, mientras que los temas musicales, indudablemente, causan efecto en la juvenil platea. Al margen, nos gustaría ver a Aristarain en empresas más comprometidas porque tiene oficio y capacidad.»

Fernando Brenner opinó:

«Ya existía para el film un guion escrito por Gius…Aristarain tuvo que reescribir varias secuencias y diálogos. Aunque lo corrigieron entre los dos, había más cosas de él que de Gius  Y lo más complejo –sin llegar a ser lo más difícil- era cómo insertar las doce canciones que había que incluir por contrato….Entonces el desafío era que esos cantantes no estuvieran porque sí, sino de una manera coherente y funcional en la trama….la película se hacía bastante llevadera, con diálogos y situaciones graciosas, pero donde también se notaba que Aristarain había hecho lo imposible para borrar el esqueleto escrito por Gius. Para un film de estas características fue algo más que un producto digno.»

Manrupe y Portela escriben:

«Con los cantantes de la empresa discográfica Microfon, Aristarain se integró bastante dignamente a la serie de filmes …del amor que venía filmando Aries, logrando además excelente repercusión en la taquilla. Las secuencias en las que aparecen Camilo Sesto y Rocío Durcal fueron filmadas en España por personal no acreditado en los títulos.»